# Wspólnota administracyjna Weilheim an der Teck
Wspólnota administracyjna Weilheim an der Teck – wspólnota administracyjna (niem. Vereinbarte Verwaltungsgemeinschaft) w Niemczech, w kraju związkowym Badenia-Wirtembergia, w rejencji Stuttgart, w regionie Stuttgart, w powiecie Esslingen. Siedziba wspólnoty znajduje się w mieście Weilheim an der Teck, przewodniczącym jej jest Hermann Bauer.
Wspólnota administracyjna zrzesza jedno miasto i cztery gminy wiejskie:
- Bissingen an der Teck, 3 523 mieszkańców, 17,06 km²
- Holzmaden, 2 131 mieszkańców, 3,06 km²
- Neidlingen, 1 818 mieszkańców, 12,62 km²
- Ohmden, 1 722 mieszkańców, 5,55 km²
- Weilheim an der Teck, miasto, 9 431 mieszkańców, 26,51 km²